# Jaciska
Jaciska – wieś w Polsce położona w województwie śląskim, w powiecie kłobuckim, w gminie Panki. Położona jest także nad Parkiem krajobrazowym „Lasy nad Górną Liswartą”. W roku 1867 wieś Jaciska należała do parafii Truskolasy.
W latach 1975–1998 miejscowość administracyjnie należała do województwa częstochowskiego.
Od 2006 r. na terenie miejscowości prowadzony jest przełajowy wyścig rowerowy „Tour De Jaciska”. Organizatorm tej imprezy jest Przemysław Maj. Wyścig rowerowy składał się z IV Etapów, z czego ostatni z nich odbył się 5 czerwca 2010 r. Cykl wyścigów „TDJ” wygrał Przemysław Kulej, który w końcowej klasyfikacji uzbierał łączną sumę 380 pkt.